# Carl Schultze (Maler)
Carl Schultze, auch Karl Schultze (* 17. August 1856 in Düsseldorf; † 1935), war ein deutscher Landschaftsmaler der Düsseldorfer Schule.

## Leben
Schultze war Sohn des in Magdeburg geborenen Malers Robert Schultze, der nach einem Studium an der Dresdener Akademie im Jahr 1847 nach Düsseldorf übergesiedelt und in der Werkstatt von Johann Wilhelm Schirmer tätig war. Carl Schultze studierte ab 1871/1872 in der Elementarklasse der Kunstakademie Düsseldorf unter Heinrich Lauenstein und Andreas Müller. Infolge des Akademiebrandes 1872 beendete er sein Studium und bildete sich anschließend drei Jahre autodidaktisch durch Naturstudien am Niederrhein fort. Danach war er Schüler von Georg Oeder. Gemeinsam schufen sie die Dekoration Wald im Schnee für das Tableau vivant Der Abschied, das im Dezember 1895 im Düsseldorfer Künstlerverein Malkasten aufgeführt wurde. Schultze war in Düsseldorf tätig.  1881 unternahm er eine Studienreise nach Paris. Es folgten weitere in die Eifel und die Ardennen, nach Holland, Österreich, in die Schweiz und nach Italien.

## Werke (Auswahl)

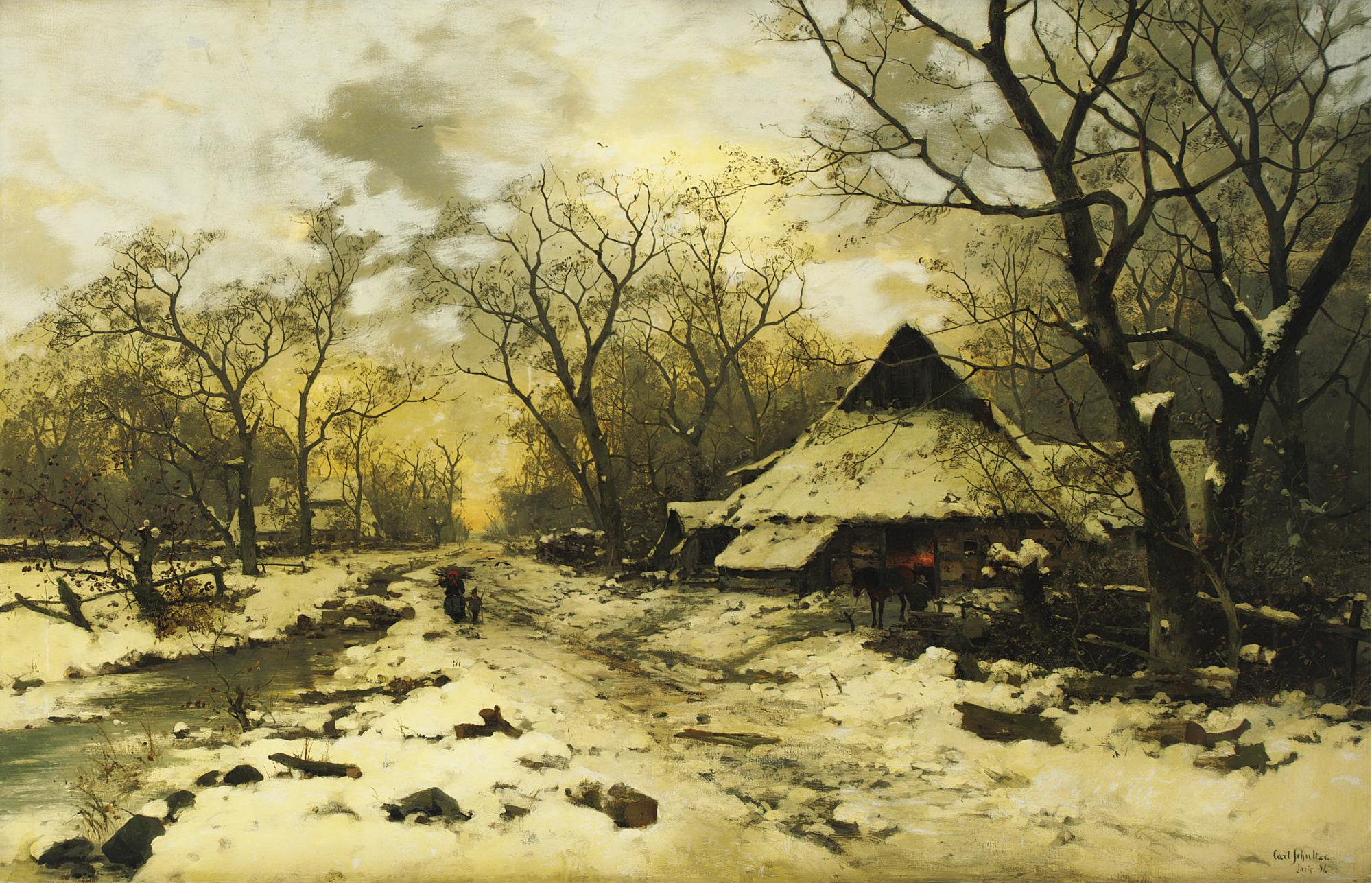
Das Ende eines Wintertags, 1886

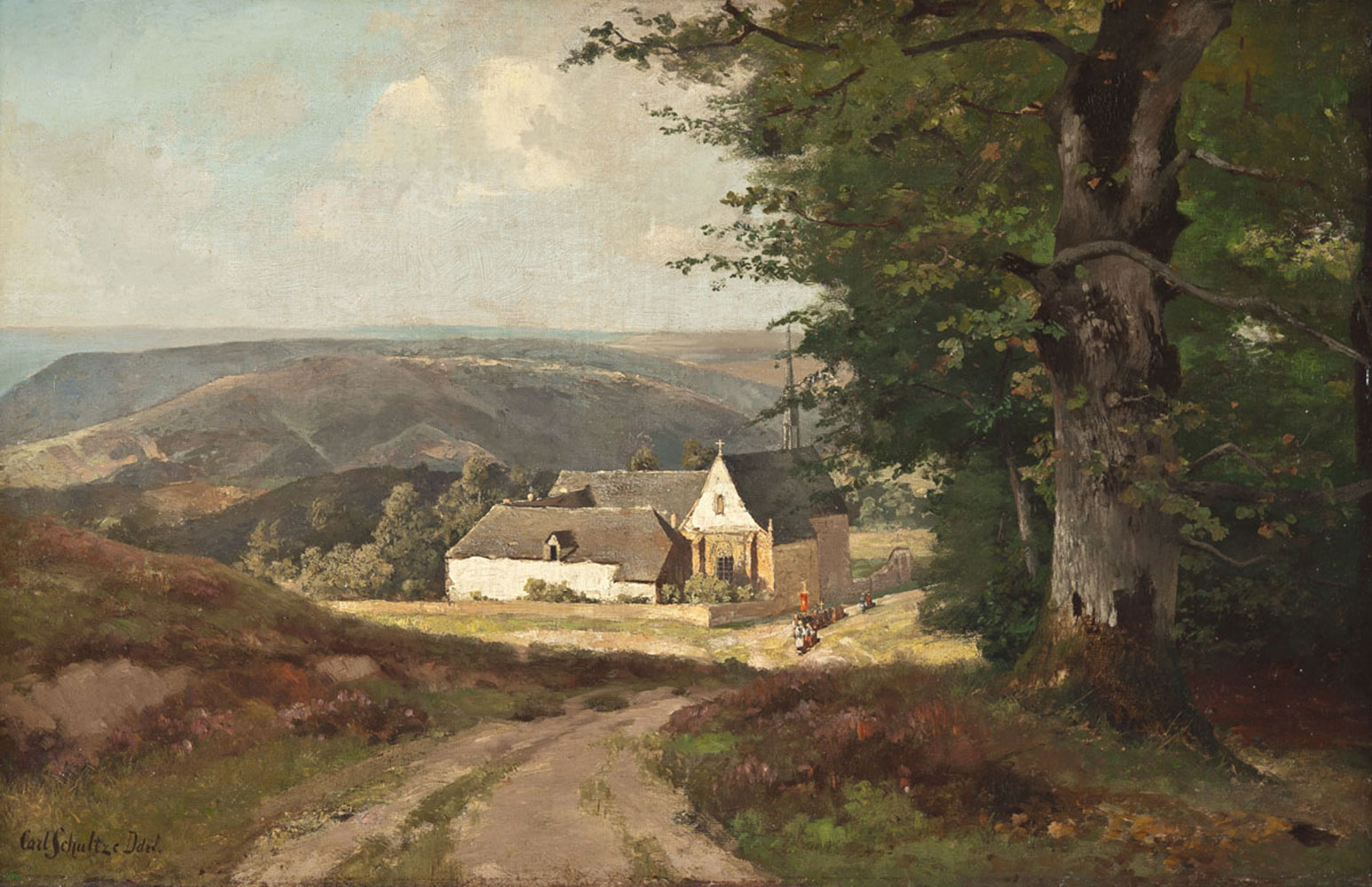
Kloster Mariawald bei Heimbach in der Eifel

Auf zahlreichen Reisen fand Schultze Landschaften, die er in spätromantischer Tradition idealisierte. Unter seinen Stimmungslandschaften finden sich häufig winterliche Szenen. Auch schuf er Tierbilder. Er stellte in Berlin und Düsseldorf sowie anderen Großstädten aus.
- Das Ende eines Wintertags, 1886
- Gebirgsfluss, 1887[2]
- Wasserfall in den Alpen
- Kloster Mariawald in der Eifel
- Der Königsee im Berchtesgadener Land
- Am St.-Gotthard-Pass in den Schweizer Alpen
- Blick über die Schelde auf Antwerpen
- Romantische Winterlandschaft
- Sauen in Winterlandschaft, nach Johannes Deiker
- Waldlandschaft mit Rehen
- Romantische Gebirgsseelandschaft
- Heidelandschaft
- Landschaft im Spätsommer